# Raquel Dzib Cicero
Raquel Dzib Cicero (25 de marzo de 1882-14 de marzo de 1949) fue una maestra, política y feminista mexicana. Formó parte del Partido Socialista del Sureste y fue una de las tres primeras mujeres elegidas para formar parte de un cuerpo legislativo en México, en una época en que las mujeres no tenían todavía el derecho al voto. Enseñó durante más de cincuenta años y todavía daba clases al momento de su muerte.

## Biografía
Raquel Dzib Cicero nació el 25 de marzo de 1882 en Mérida, Yucatán, México, sus padres eran Justo Pastor Dzib y Francisca Cicero. A pesar de la pobreza de su familia, Dzib estaba decidida a tener una buena educación; se inscribió en el Instituto Literario de Niñas (ILN), dirigido por Rita Cetina Gutiérrez.  En 1898, obtuvo el Título de Profesora Normalista, posteriormente enseñó en varias escuelas de todo el estado, incluyendo su alma mater. También fue directora de varios planteles educativos en la ciudad de Mérida, Yucatán. Sus especialidades eran la aritmética, la lengua española y el dibujo lineal, además estuvo a cargo de la cátedra de gramática  en la Escuela Secundaria Adolfo Cisneros Cámara.
Participó en el Primer Congreso Feminista de México celebrado en Mérida en 1916, gracias al auspicio del gobernador Salvador Alvarado. En 1918 se formó la Liga de Profesores, Dzib se desempeñó como tesorera, manejando la contabilidad de forma escrupulosa.  También ayudó a fundar la Liga Feminista de Yucatán en 1922, como parte del Partido Socialista del Sureste, junto a Elvia Carrillo Puerto, Beatriz Peniche de Ponce, Rosa Torre González, Adolfina Valencia y Consuelo Zavala.
El 18 de noviembre de 1923 fueron elegidas tres mujeres que formaban parte de la Liga Rita Cetina Gutiérrez para competir para la legislatura local como candidatas del Partido Socialista del Sureste. Dzib fue elegida para el tercer distrito de la ciudad de Mérida, Elvia Carrillo Puerto por el distrito de Izamal y Peniche por el segundo distrito de Mérida; sin embargo, su paso por el Congreso fue de corta duración, ya que fueron forzadas a abandonar el cargo cuando el gobernador Felipe Carrillo Puerto fue asesinado en 1924. Dzib se retiró de la política después del asesinato y dedicó su vida a la educación. Fue elegida en asamblea para integrar el jurado de honor y justicia del Sindicato Nacional de Trabajadores de la Educación (SNTE). Dzib todavía estaba activa como maestra cuando murió en Mérida el 14 de marzo de 1949.

## Reconocimientos
Tras cincuenta años de labor fue galardonada con una medalla de oro por su labor docente. En su honor, el gobierno de Yucatán otorga anualmente la Medalla Raquel Dzib Cicero  a todos los maestros que han alcanzado 30 años de servicio ininterrumpido. En 1980, se instauró por parte de las autoridades del Estado el reconomimiento de Maestro Distinguido, siendo ella la primera Maestra en recibirlo. Además algunas escuelas en el estado llevan su nombre, algunas de ellas son la Escuela Secundaria de Umán con más de 50 años de fundación y una Escuela Primaria (clave: 31EPR0238Z) en Mérida, Yucatán.